# Filadelfia (Italie)
Pour l’article ayant un titre homophone, voir Philadelphia.
Pour les articles homonymes, voir Filadelfia.
Filadelfia est une commune italienne de la province de Vibo Valentia dans la région Calabre, fondée en 1783 comme nouvelle ville pour les habitants de Castelmonardo, détruite par un fort tremblement de terre.

## Administration
| Période                                  | Période  | Identité         | Étiquette           | Qualité |
| ---------------------------------------- | -------- | ---------------- | ------------------- | ------- |
| 30 mai 2011                              | En cours | Maurizio De Nisi | Partito Democratico |         |
| Les données manquantes sont à compléter. |          |                  |                     |         |

### Hameaux
Montesoro

### Communes limitrophes
Curinga, Francavilla Angitola, Jacurso, Polia